# Acme (Pensilvania)
Acme es un área no incorporada ubicada en el condado de Westmoreland en el estado estadounidense de Pensilvania. En el año 2000 tenía una población de 2,545 habitantes y una densidad poblacional de 38 personas por km².

## Geografía
Acme se encuentra ubicada en las coordenadas 40°7′38″N 79°26′5″O / 40.12722, -79.43472.

## Demografía
Según la Oficina del Censo en 2000 los ingresos medios por hogar en la localidad eran de $35.290 y los ingresos medios por familia eran $37,398. Los hombres tenían unos ingresos medios de $28,897 frente a los $21,765 para las mujeres. La renta per cápita para la localidad era de $15,012. Alrededor del 5.1% de la población estaba por debajo del umbral de pobreza.